# Pita Taufatofua
Pita Nikolas Taufatofua (5 de novembro de 1983) é um lutador de taekwondo e esquiador cross-country tonganês, nascido na Austrália.
Taufatofua foi o atleta escolhido para ser o porta-bandeira de Tonga na Cerimônia de abertura dos Jogos Olímpicos de Verão de 2016, no Rio de Janeiro e ficou famoso pelo brilho de seu corpo seminu besuntado de óleo, tendo posteriormente tornado-se viral na internet e ter ganho o apelido de "besuntado de Tonga".

## Vida
Taufatofua nasceu na Austrália em 5 de novembro de 1983 e cresceu em Tonga. Completou seus estudos básicos em Tonga e graduou-se peo Colégio Luterano de São Pedro, em Brisbane, Austrália, no ano de 2000. O seu pai é tonganês e sua mãe australiana-britânica. Começou a praticar taekwondo aos cinco anos de idade.

## Carreira
O maior feito da carreira de Taufatofua foi garantir qualificação para os Jogos Olímpicos de 2016 através do Torneio Olímpico Qualificatório de Taekwondo da Oceania, que foi realizado em Março de 2016 em Port Moresby, na Papua-Nova Guiné. Com a qualificação assegurada, tornou-se o primeiro atleta de Tonga a competir nos Jogos Olímpicos no taekwondo

### Rio 2016
Pita estreou nas Olimpíadas no último sábado de disputa, porém, não conseguiu êxito. O atleta perdeu para o iraniano Sajjad Mardani e deu adeus à competição ainda na primeira fase.
Devido a repercussão que teve durante a abertura dos Jogos, novamente apareceu em uma cerimônia dos Jogos, dessa vez a de encerramento, na ocasião Pita subiu ao palco principal durante a canção "Carry Me", de Kygo com participação de Julia Michaels.

### PyeongChang 2018
Em dezembro de 2016, Taufatofua publicou um vídeo anunciando seus planos de competir no esqui cross-country. Em janeiro de 2018 ele já estava a uma corrida de qualificação para os Jogos Olímpicos de Inverno de 2018 em Pyeongchang, Coreia do Sul, por ter cumprido a maioria dos requisitos de qualificação em provas de esqui sobre rodas e apenas precisando fazer um tempo final de qualificação na neve. Ao longo de janeiro, Taufatofua viajou pela Europa para disputar o máximo de provas possíveis na esperança de obter seu último tempo qualificatório. Após resultados modestos em sete corridas, teve sua última oportunidade em Ísafjörður, na Islândia, onde conseguiu se classificar para as Olimpíadas de Inverno de 2018 em 20 de janeiro do mesmo ano, no último dia do período de qualificação.